# Pernille Fischer Christensen
'Pernille Fischer Christensen (nacida el 24 de diciembre de 1969) es una directora de cine danesa y hermana mayor de la actriz Stine Fischer Christensen. Empezó en el mundo del cine a los 20 años como asistente de Tómas Gislason. Durante esa época, Gislason mantuvo una estrecha relación con Lars von Trier, y pudo escuchar sus conversaciones sobre cine. En 1993, fue al The European Film College donde conoció y colaboró con Nanna Arnfred. En 1999, se graduó en la Escuela Nacional de Cine de Dinamarca con la película India, que más tarde ganó el tercer premio de la Cinéfondation en el Festival de Cine de Cannes. Después de terminar En la escuela de cine, realizó un cortometraje titulado "Habibti My Love", que ganó un premio Robert en 2003 al mejor cortometraje.
Su primer largometraje, "En Soap", se estrenó en 2006 y se centraba en la relación entre la dueña de ucon salón de belleza y la persona transexual que vive en el piso de abajo.  La película fue protagonizada por Trine Dyrholm como la dueña del salón de belleza y David Dencik como la transexual Verónica, y fue escrita como una colaboración entre Pernille Fischer Christensen y Kim Fupz Aakeson. La película se estrenó en el Festival de Cine de Berlín y ganó un Oso de Plata Gran Premio del Jurado, y fue la primera en ganar el Premio a la Mejor Ópera Prima. Más tarde, la película también ganó varios premios en Dinamarca, incluyendo un Bodil a la mejor película. La película también fue nominada al 15 Premios Robert, incluyendo Mejor Película y Mejor Guion. Sin embargo, solo ganó cuatro premios: Mejor Actor, Mejor Actriz, Mejor Montaje y Mejor Maquillaje.
Su próximo largometraje se titula da, y el guion ha sido, una vez más, una colaboración entre Pernille Fischer Christensen y Kim Fupz Aakeson. La película se centra en una escuela de danza dirigida por la brillante y vivaz Annika y su sensata madre. Al igual que en "A Soap", la película fue protagonizada por Trine Dyrholm. La película también fue protagonizada por Anders W. Berthelsen y Birthe Neumann. El periódico danés Information ha catalogado a Dancers como una de las 10 películas más esperadas de 2008.
Su película de 2010, A Family, se presentó en el 60.º Festival Internacional de Cine de Berlín.

## Filmografía

### Directora
- da (1997) también conocido como La chica llamada hermana
- da (1999)
- da (2002) también conocido como Habibti My Love
- En Soap (2006) también conocido como Un Jabón
- da (2008) también conocido como Dansen
- Una familia (2010)
- Alguien a quien amas (2014)
- Convirtiéndose en Astrid (Convirtiéndose en Astrid) (2018)[12]

### Guionista
- da (1999)
- da (2002) también conocido como Habibti My Love
- En Soap (2006) también conocido como Un Jabón
- da (2008) también conocido como Dansen
- En du elsker (2014) también conocido como Alguien a quien amas

### Actriz
- no (1998) como la nueva camarera